# Бортігалі
Бортігалі, Бортіґалі (італ. Bortigali, сард. Bortigale) — муніципалітет в Італії, у регіоні Сардинія,  провінція Нуоро.
Бортігалі розташоване на відстані близько 360 км на південний захід від Рима, 125 км на північ від Кальярі, 45 км на захід від Нуоро.
Населення — 1372 особи (2014).
Щорічний фестиваль відбувається 2 серпня. Покровитель — Santa Maria degli Angeli.

## Демографія
Населення за роками:

Станом на 1 січня 2023 року в муніципалітеті офіційно проживали 54 іноземці з 17 країн, серед них 32 громадяни країн Євросоюзу.

## Сусідні муніципалітети
- Бірорі
- Болотана
- Дуалькі
- Макомер
- Сіланус